# قجال
قجال هي بلدية جزائرية تتبع إقليمياً وإدارياً لـدائرة قجال ضمن ولاية سطيف، الواقعة شمال شرق الجزائر، تبعد عن عاصمة الولاية، مدينة سطيف بحوالي 12 كلم، وعن الجزائر العاصمة بـ 300 كيلومتر. بلغ عدد سكانها قرابة 33,685 نسمة وفقاً لإحصاء سنة 2008 م.  تُقّدر مساحة الأراضي المخصصة للحبوب فيها تقدر بـ 7,300 هكتار أي ما يمثل 4,27 بالمئة من إجمالي المساحة الكلية المزروعة بالحبوب في ولاية سطيف.

## عن البلدية
قجال هي بلدية مهمة، ومن أهم بلديات ولاية سطيف، فهي أكبر بلدية من حيث المساحة، في الولاية، ويوجد بها زاوية علمية يرجع تاريخ تأسيسها إلى القرون الهجرية الأولى، تقع في الجنوب الشرقي لولاية سطيف، ذات موقع إستراتيجي هام جدا، تحدها 7 بلديات: سطيف، مزلوق، قلال، بئر حدادة، عين الحجر، وبازر صخرة (بازر سكرة)، وأولاد صابر.

## نبذة عن المنطقة
إن منطقة ڤجال بزاويتها العتيدة، هي إحدى المعالم التاريخية لمنطقة سطيف، إن لم نقل في كامل القطر الجزائري، والدليل على ذلك أن أقدم وثيقة تعود لزاوية بن حمادوش بقجال لها أكثر من تسعة قرون، بالتاريخ الهجري، هذه الوثيقة تحدد القرن الخامس الهجري كتاريخ لتخصيص السيد محمد الكبير (أحدأحفاد سيدي مسعود) بأراضي محبوسة عليه، من قبل سلاطين المحروسة الجزائر، وتذكر أنه خصص زاويته ببعض الأراضي. أما الوثيقة الثانية وهي أيضا من وثائق الزاوية، فمؤرخة في أواسط ذي القعدة، عام ثمانية وثمانين وثمانمائة هجرية (888 هـ/ 1483م). وتوجد وثيقة ثالثة يعود تاريخها إلى شهر شوال سنة (931هـ/1524 م)، أما الوثيقة الرابعة التي تعود للزاوية فهي أوضح من الوثائق السابقة ومؤرخة في (1230 هـ / 1815 م) وتحدد الأراضي الفلاحية الموقوفة على أصحاب الزاوية. ونظرا لهذا التاريخ الممتد في أغوار الزمن، وفي محطات التاريخ، فإن منطقة ڤجال بزاويتها العتيقة، وكل المنطقة المحيطة بها، تستحق أن يهتم بتاريخها، المؤرخ المتخصص، يقرأ وثائقها، ويبحث عن آثارها، ويجمع قصص النساء، وروايات الأجداد والشيوخ وحكايات الجدات، وأمثالهم السائرة وأهازيجهم وأشعارهم في الأفراح والأتراح، والمناسبات المختلفة، ويتفحص عادات الناس فيها، ليعيد قراءة تاريخ هذه المنطقة، وبعث روح الحياة الكامنة في أعماق نفوس أهلها، التي تكن لڤجال كل الحب والتقدير والتقديس. ولعل ذلك يكشف التاريخ الحقيقي لنشأة مقبرة ڤجال وشخصية سيدي مسعود، وسر اغتيال أحفاده (سبع رقود)، كما يمكن كشف سر القول المأثور:«ڤجال ما يخلى والعلم ما يخطيه» (قجال لا يهجر والعلم لايتركه).
يقدّر عدد سكان قجال حسب إحصائيات عام 2008 بأكثر من 25,000 نسمة، وتُعد الزراعة مصدر دخل رئيسي لعدد من سكانها، إلى جانب العمالة في المدينة المجاورة

## جغرافيا
توجد، مدينة  قجال شمال شرق البلاد (الجزائر)، ضمن الإقليم الشمالي الشرقي الجزائري، وفي إقليم الهضاب العليا، في الجهة الشرقية من الإقليم، وبالضبط في عاصمة الهضاب العليا (ولاية سطيف)، على دائرة عرض: 36.1185 وخط طول: 5.52999، وعلى ارتفاع: 985 متر فوق سطح البحر، تتمركز في وسط ولاية سطيف الجزائرية، على الحدود الجنوبية الشرقية لبلدية سطيف، تبعد عنها بحوالي 12 كلم، ويمر بها الطريق الوطني الرابط بين ولاية سطيف وعاصمة الأوراس ولاية باتنة، تبعد عنها مدينة باتنة بحوالي 118 كلم، وإلى الجنوب منها يقع جبل سيدي يوسف، والذي يبعد عنها بأكثر من 10 كلم، يحدها من الشرق كل من بلدية بازر سكرة، وبلدية أولاد صابر، ومن الغرب بلدية مزلوق وبلدية قلال، ومن الشمال بلدية سطيف، ومن الجنوب بلدية عين لحجر وبلدية بئر حدادة، كما أن بلدية قجال تقع شرق الجزائر العاصمة (الجزائر مدينة)، تبعد عنها بـ حوالي 300 كلم، وهي تبعد عن عاصمة الشرق الجزائري قسنطينة تقريبا بـ 130 كلم، وعن عروس الزيبان مدينة بسكرة بـ 198 كلم، وعن عاصمة تونس الشقيقة بـ 540 كلم.

## التاريخ

### ڤـجال منطقة تاريخية
يعتقد أن اسم منطقة «ڤـجال» يعود إلى العهد الروماني البيزنطي وهو مركب من (ڤي، وجان Guy – وJEAN)، (ڤـي) اسم الإمبراطور، و (جان) ابن الإمبراطور، وتحول بعد ذلك إلى ڤـجال.
وقد أشار العلامة ابن خلدون، إلى الأصل الروماني لمنطقة ڤـجال مدعما رأيه بما وجد في المنطقة، من أنفاق وقبور وأعمدة وأحواض حجرية وأواني فخارية مازال بعضها إلى يومنا.
ومما يلفت الانتباه، ويدعو إلى البحث، ما يرويه المواطنون عن أجدادهم، من وجود القصر العظيم خلف الجامع، كما يدعى أيضا قصر الزهو، الذي كان من الاتساع والضخامة بحيث يتحول أثناء حملات الغزو الخارجي إلي ملجإ يختبئ فيه سكان المنطقة، مع مواشيهم وبهائمهم حماية لأنفسهم وأموالهم من السلب والنهب.كما يلاحظ وجود مجموعة من الآبار المبنية بصخور ضخمة على شكل البناء الروماني، وبعض هذه الآبار اندثر مثل بئر القصر، وبعضها مازال مثل بئر الزنقة، وبئر الجامع، أضف إلى ذلك ما اكتشفه ويكتشفه المواطنون أثناء حفر أسس البناء أو ترع أو آبار من آثار ذات طابع إسلامي، كالجرار والأواني وشهود قبور كتب عليها «لاإله إلا الله محمد رسول الله» مما يؤكد أن منطقة ڤجال مرت بعهود تاريخية كبرى منها العهد الروماني البيزنطي، والعهد الإسلامي الأول، أي عهد الفتوحات.
ويقال أن منطقة ڤجال كانت بلدة عامرة واسعة الأرجاء، مما جعل سكانها، الذين يقطنون في غربها لايعرفون الذين يقطنون في شرقها.
وتؤكد الروايات المنقولة عن المواطنين بما فيها رواية عن أجداد عائلة حمادوش، الذين توارثوا الإشراف على الزاوية، عن جدهم الأكبر، سيدي مسعود الإدريسي الحسني الڤـجالي، أن موقع المسجد الحالي هو بالأساس موقع لمسجد بناه الفاتحون الأوائل.
ولقد وجد في كتب بعض المؤرخين، أن الصحابي عبد الله بن الزبير، كان ممن شاركوا في بناء المسجد الجامع، وترك أثر يده على الجدار القبلي للمسجد وبقي هذا الأثر قائما إلى زمن قدوم سيدي مسعود الإدريسي الحسني، إلى ڤجال.
ويفترض بعض المؤرخين أن ڤـجال هي (إيڤـجان) أو (إيكجان) القديمة التي انطلقت منها الدعوة لإقامة الدولة الفاطمية، وكانت تدعى أيضا دار الهجرة.

### أهم معلم
إن أهم معلم لمنطقة ڤـجال، هو مقام سيدي مسعود الحسني الذي له صبغة تقديسية عند سكان المنطقة. كان مقام سيدي مسعود ولا يزال مزارا مباركا، يرجى الدعاء عند مرقده الشريف.أما نسب الولي الصالح سيدي مسعود، فتؤكد الوثائق الخاصة بسلسلة نسب عائلة حمادوش، أنه من ذرية الإمام الحسن السبط بن الإمام علي بن أبي طالب، وفاطمة الزهراء بنت رسول الله (ﷺ)، وفيما يلي سلسلة نسبه: (سيدي مسعود بن عبد الحميد بن عمر بن محمد بن إدريس بن داود بن إدريس الثاني بن إدريس الأول بن عبد الله بن الحسن المثنى بن الإمام الحسن المجتبى بن الإمام علي (رضي الله عنه). ويعود تاريخ إستقرار سيدي مسعود في ڤـجال إلى القرن الخامس الهجري، بعد رحلة قادته من بلاد فاس إلى منطقة ڤجال لأسباب كثيرة منها: أنها موقع من مواقع جيوش الفتح الإسلامي، ولأن بها مركزا علميا أسسه الفاتحون الأوائل للبلاد، وكذلك كان ذلك تلبية لدعوة جاءته من أهل منطقة ڤجال وضواحيها. فحقق لهم ذلك الرجاء وحل بينهم إماما وسيدا وجحة ومولى لهم. ويروي المؤرخون وأعيان منطقة ڤجال وشيوخها وعلمائها، عن قدوم سيدي مسعود، أنه استقبل استقبال الأمل والرجاء من طرف سكان ڤجال عند مشته (لخلف)، حيث أمر حرسه المرافق له بالتوقف عند الفيض، الذي أخذ منذ ذلك اليوم اسم (فيض الحرس).

### الدين العلم والثقافة
ڤجال منارة للإشعاع الديني والثقافي: منذ قدوم سيدي مسعود إلى ڤجال بدأت مرحلة جديدة في مسيرة المنطقة التاريخية، حيث عرفت فيما توالى من الأزمنة والقرون بالمسجد الجامع والزاوية العلمية التابعة له، التي أنشئت لغرض نشر العلوم الدينية من تدريس فقه وغيره من المعارف الإسلامية، وعلوم اللغة العربية، وعلوم المعقول، كما كان من أهدافها الإرشاد والإصلاح الاجتماعي. وقد نص على ذلك مخطوط، عليه توقيع أبي بكر محمد بن عبد الله بن العربي المعافري الإشبيلي، أحد أعلام الفقه المالكي البارزين، وتولى الإشراف على التعليم بالزاوية وإدارة الأملاك الوقفية من الأراضي الفلاحية، أحفاد سيدي مسعود من بعده، بمراسيم وعقود موقعة من طرف الأمراء والعلماء، من أمثال ابن العربي، والإمام الجليل أبي يحي زكرياء، والإمام المجاهد أبي العباس أحمد، وسيدي محمد بن يوسف الصغير، هذا الأخير الذي توفي بڤجال، ودفن بمقبرة سيدي مسعود ، ومازال قبره معروفا إلى اليوم.
- في عقود الأراضي الفلاحية - المحبوسة باسم سيدي مسعود القجالي الحسني ، أو أحفاده منذ القرن الخامس الهجري ، تلاحظ أنها : تمتد من «جبل مقرس» الذي يقع شمال غرب مدينة سطيف، إلى ثنية فرماة (المسماة اليوم الشيخ العيفه) وتنحدر مع الوادي المتصل بها إلى وادي الشوك ، ثم تنحدر معه إلى رأس قلال ، ثم تمضي إلى جهة جبل يوسف ، ثم إلى جبل براو ، هذه حدودها الغربية والجنوبية لسيدي مسعود وأحفاده ، أما من جهة الشمال فهي تمتد إلى بلاد بوغنجة ، وأولاد بوروبة.[11]

### الزاوية العلمية

مبنى مدرسة زاوية بن حمادوش

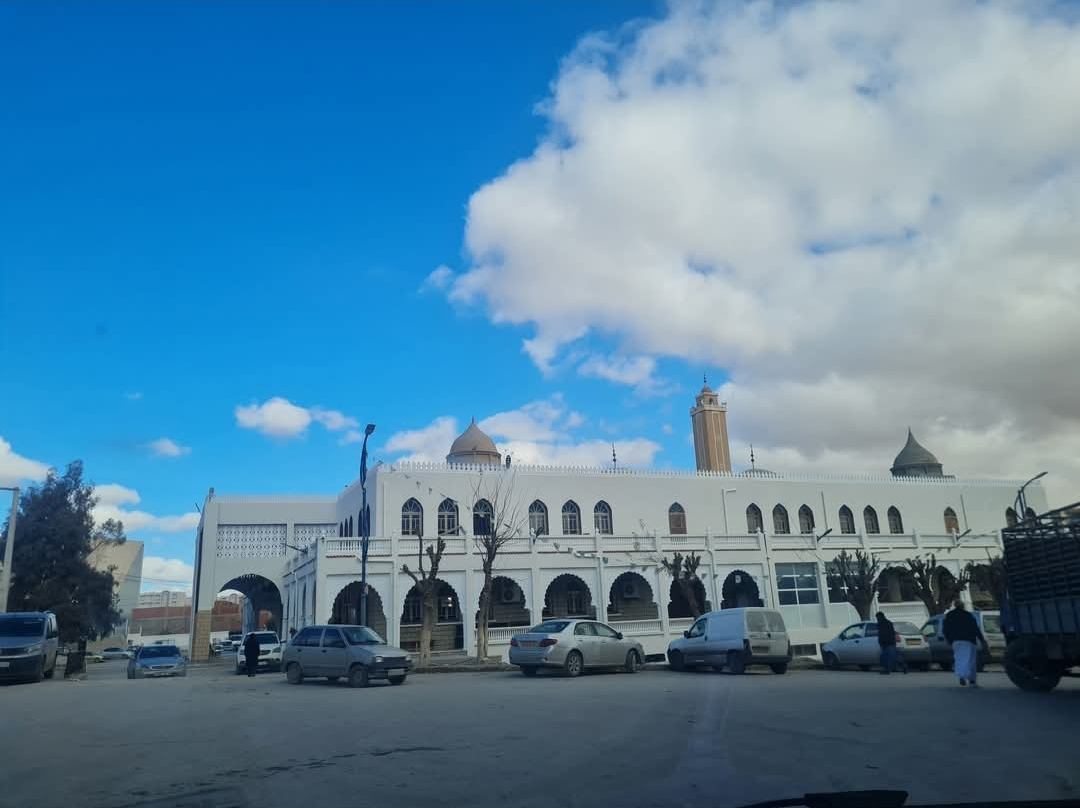
المسجد الجامع الجديد لزاوية بن حمادوش

إن تأسيس زاوية ڤجال كان على عهد سيدي مسعود، المعاصر لعبيدي الله المهدي، مؤسس الدولة الفاطمية. وفي أوائل القرن السادس الهجري، تم تجديدها على يد أبي عبد الله سيدي محمد حفيد سيدي مسعود، بعقد موقع من قبل العلامة الفقيه المالكي البارز، أبي بكر محمد المعروف بابن العربي، الذي عاش بين سنتي (543/468 هجرية)، وينص العقد على العقيدة والمذهب المعتمدين في التعليم بالزاوية، وهما العقيدة الأشعرية، والمذهب المالكي.
- تعرضت زاوية قجال للإهمال والهجر لعشرات السنين، كما تعرضت للهدم ومصادرة أموالها وأوقافها، ونهب مكتباتها ووثائقها ، وتصفية شيوخها، اغتيال الشيخ أبي عبد الله محمد بن إدريس ، واغتيال الإخوة السبعة ، والاعتداء على سيدي محمد الكبير وابن عمته من طرف شخص تمت إدانته من طرف مجلس العلماء سنة 1192 هجري.
- عاشت المنطقة فترة اضطرابات وصراعات لا تنقطع بين العروش والعائلات والقبائل، بالإضافة إلى صراع العرب مع الأتراك، (معركة ڤجال)، بين جيش العرب، بقيادة أحمد بن الصخري، والجيش التركي التي بقيادة مراد باي، التي سبقت الإشارة إليها. اضطر خلالها شيوخ الزاوية إلى مغادرتها، نائين بأنفسهم وعائلاتهم عن الدخول في الصراع القبلي المقيت، هجرة الشيخ سيدي علي بن أحمد الملقب بـ احمادوش إلى المغرب، وانتقال الشيخ الصديق حمادوش إلى بلاد بوغنجة بأولاد صابر. هذا فضلا عن الفترة الاستعمارية التي تعرضت فيها الزاوية إلى مصادرة أوقافها من الأراضي الفلاحية ، التي تشهد عليها وثائق الزاوية التي حددت أملاكها باسم بلاد سيدي مسعود ، قبيل الغزو الاستعماري الفرنسي بعدة سنوات. وعلى هذا يمكن أن نتحدث عن عدة فترات من التجديد الذي خضعت له الزاوية ، من خلال الوثائق [12] التي تنص على تنصيب الشيوخ باعتبار ذلك استئنافا لأداء دورها التعليمي والإصلاحي.[13]

زاوية قجال قبل الهدم والتخريب الذي قام به المستعمر بعد قدومه إلى المنطقة واحتلالها

#### التجديد الأول
تم في سنة 888 هجري الموافق لسنة 1483 ميلادي بعقد موقع من طرف الإمام العلي المطاع أبي يحيا زكرياء (من أمراء الدولة الحفصية) يفوض للشيخ أبي عبد الله محمد بن إدريس بتسيير زاوية ڤجال وأحباسها.

#### التجديد الثاني
تم في سنة 931 هجري الموافق لسنة 1524 ميلادي على يدي الشيخ أبي عبد الله محمد بن صالح بعقد موقع من طرف الإمام المجاهد أبي العباس أحمد بن محمد. وقد شهدت زاوية ڤجال في هذه الفترة نهضة علمية شارك فيها الشيخ العلامة سيدي عبد الرحمن الأخضري.

#### التجديد الثالث

وثيقة (1) عقد تخصيص سيدي محمد الكبير أحد أحفاد سيدي مسعود بأراضي محبوسة عليه من قبل سلاطين المحروسة الجزائر

تم في سنة 1211 هـ الموافق لسنة 1795 م على يدي سيدي محمد الكبير. وبعد وفاته تولى مشيخة الزاوية المجاهد الشيخ الطاهر بن حمادوش الذي شارك في مقاومة الاستعمار الفرنسي الغاشم سنة 1871. وتمت معاقبته بمصادرة أراضيه الفلاحية الخاصة.

#### التجديد الرابع
تم على يد الشيخ الصديق بن الشيخ الطاهر بن حمادوش بداية من سنة 1857م ، الذي استطاع أن يستعيد المبادرة ويفتح الزاوية لتحفيظ القرآن الكريم والتعليم الديني ؛ كان الشيخ الصديق بن حمادوش عالما جليلا وصوفيا ربانيا ومعلما ناصحا ، تخرج على يده أكثر من ستين فقيها منهم من فتح زاوية كالشيخ المختار بن الشيخ ، والشيخ الطيب بن الكتفي والشيخ المنور مليزي، والشيخ علي الحامدي ، والشيخ رحماني عبد الرحمن ومنهم من اشتغل قاضيا في محاكم الشريعة الإسلامية، ومنهم من اشتغل مفتيا أو إماما فسدوا بذلك فراغا هائلا في المحاكم الشرعية التي كان الاستعمار يريدها فرنسية خالصة ، وعمروا مساجد كان يريدها خاوية على عروشها.وبهذا سجلت زاوية ڤجال حضورها على مستوى كل من المقاومة المسلحة من خلال الشيخ الطاهر بن حمادوش وحضورا قويا على مستوى الجهاد الثقافي أو الممانعة الثقافية من خلال الشيخ الصديق بن حمادوش.

#### التجديد الخامس
تم على يد الشيخ محمد الصديق بن الطيب حمادوش وإخوته سنة 1936 م ، فاستعادت الزاوية نشاطها العلمي على يدي الشيخ المختار بن الشيخ بين سنتي (1936 م إلى 1944 م) وبعد وفاته استخلفه الشيخ محمد بقاق لأكثر من سنتين (1945 م إلى سنة 1947م).

#### التجديد السادس
تم على يد الإمام الشهيد عبد الحميد حمادوش سنة 1950م بعد أن أنهى دراسته بجامعة الزيتونة بتونس وعاد إلى أرض الوطن ، فقام بإصلاحات معتبرة في الزاوية واستأنف التدريس بها لعدد من الطلبة الذين كان وإياهم على موعد مع الثورة المباركة ، فاستشهد منهم من استشهد، ومن بقي منهم رفع تحدي التعليم العربي بعد الاستقلال من خلال مدرسة ڤجال والمدارس الرسمية.

#### التجديد السابع
تم بعد الاستقلال أي في صيف سنة 1962م حيث انطلقت محاولة أولية للتدريس بالزاوية، قام بها الشيخ القريشي مدني بطلب من الشيخ أبي محمد الصغير، محمد الصديق بن الطيب حمادوش. وتبعتها محاولة أخرى قام بها الشيخ الحسين مؤمن، ولكنها لم تستمر. وفي بداية العام الدراسي (1963 / 1964) استأنفت الزاوية عملها تحت اسم مدرسة الشهيد عبد الحميد حمادوش ، بإشراف الشيخ محمد الصديق بن الطيب حمادوش ، وتسيير الجمعية الدينية برئاسة البشير ڤزوط. وكان من أبرز أساتذتها الشيخ القريشي مدني، والشيخ إسماعيل زروڤ. ومن فلسطين الأساتذة ذيب كنعان ، ويعقوب قرعاوي ، وتيسير محمد سعيد وغيرهم ، في هذه الفترة أخذت الزاوية صبغة المدرسة الحرة أكثر منها زاوية ذات خط وطريقة ومنهج في التربية والتعليم ، وتوقف التعليم القرآني بها ، ولكنها أدت دورا رائدا في تعليم أبناء المنطقة ، وولاية سطيف ، فتخرج منها العشرات ، بل المئات من المعلمين ، والمدرسين ، والأساتذة ، والموظفين. وفي سنة 1976 جاء مشروع توحيد التعليم بإلغاء المدارس الحرة، والزوايا ، فتسلمت مديرية التربية والتعليم ، مدرسة الشهد عبد الحميد حمادوش ، التي أصبحت تحمل اسم إكمالية عبد الحميد حمادوش ، وحلت الجمعية ، فبقيت الزاوية معطلة خالية بلا تعليم قرآني ولا شرعي ، إلا من الشيخ رابح عيادي ، الذي ظل محافظا على الآذان ، وإمامة الناس في الصلاة بدون أجر حتى توفي.

#### التجديد الثامن
في سنة 1981 أقدم أهل الزاوية وطلبتها القدامى على تكوين جمعية دينية للمسجد الجامع والزاوية العلمية ، فكان ممن ساهم وشجع على إعادة إحياء هذا الصرح العلمي التاريخي الشامخ ، الأستاذ إبراهيم زروڤ - وصفيح المحفوظ - الشيخ الزبير - وعبد الوهاب حمادوش - والأستاذ عبد المجيد حمادوش - والشيخ خالد حمادوش - والشيخ محمد الفاضل. وكانت الجمعية تتكون من الشيخ الزبير حمادوش - والشيخ القريشي مدني - والشيخ محمد غجاتي - والأستاذ المحفوظ صفيح - والعربي حافظ - وحمو رحماني - ومحمد ولد الشيخ الخير فاضلي.
فأقيمت أول جمعة بالمسجد الجامع التابع للزاوية ، كبداية لإحياء هذا المعلم التاريخي العظيم ، الذي كاد يندرس نهائيا ، وهذه المنارة الدينية المشعة بالقرآن والشريعة وعلم الحقيقة ، التي ظلت مستعصية على الفناء ، وكان إمام الجمعة أحد طلبتها الأوفياء ، وخطيبها بالمنطقة ، الشيخ القريشي مدني ، الذي ظل لسنوات يقدم بها دروسا في علوم اللغة العربية والفقه والأصول ، في هذه الفترة تمت بعض الإصلاحات في الزاوية العلمية ، مثل غرفة للتعليم القرآني ، توسعة قاعة الصلاة ، كانت هذه التوسعة تمثل ضرورة ملحة لاستيعاب عدد المصلين المتزايد يوما بعد يوم ، من كل المناطق المحيطة بمنطقة قجال ، الذين كانت تربطهم بالزاوية علاقات روحية ، ودينية ، وتاريخية ، باعتبارها مؤسستهم التعليمية والتربوية والدينية ، وباعتبار شيوخها مراجعهم في الفتوى ، والإرشاد، والإصلاح الاجتماعي.

#### التجديد التاسع
كان ذلك عام 1412هـ ، 1992م حيث تم إحياء الزاوية العلمية بقجال باسم زاوية الشهيد عبد الحميد حمادوش ، بعد حفل تأسيس كبير حضر فيه جمع غفير من الأساتذة والمعلمين وعلماء الدين ، والأعيان ، والمسؤولين وغيرهم ، وكانت الجمعية تتكون من الشيخ الزبير حمادوش - والشيخ فوضيل حمادوش - والأستاذ عبد المجيد حمادوش - والشيخ خالد حمادوش - والأستاذ الهادي حمادوش - والأستاذ عبد الله فتاش - والشيخ القريشي مدني - والساسي غجاتي - وعلي مدني - والحسين فتاش - والشيخ عبد الرحمان حمادوش - ومحمد بخوش - وجمال بن إدريس - والأستاذ جمال ب ، وبعد سنوات تم إنجاز مشروع المجمع الإسلامي لزاوية قجال ، بعد أن تمت تسوية جميع الإجراءات القنونية والإدارية ، لتكون البداية بإنجاز المسجد الجديد.
- بعد فترة من الزمن قام السيد عبد الوهاب نوري، والي ولاية سطيف ، وبرفقة السيد رئيس دائرة ڤجال ، بزيارة إلى الزاوية ، كان ذلك يوم الجمعة الأولى من شهر رمضان لسنة 1423 هـ. وتم من خلالها اتخاذ قرار استرجاع إكمالية الشهيد عبد الحميد حمادوش، وبعد خمس سنوات من ذلك القرار التاريخي استؤنف إنجاز مشروع المجمع الإسلامي لزاوية ڤجال، بعد أن تمت تسوية جميع الإجراءات القانونية والإدارية لتكون البداية بإنجاز المسجد الجديد الذي لطالما انتظره أهل المنطقة.[14]

### ڤجال مزار العلماء والصالحين
نعود إلى منطقة قجال ، التي سجل لها التاريخ حضورا معنويا كبيرا حيث تشرفت باستقبال علماء أجلاء من أمثال سيدي عبد الرحمن الأخضري ، الذي عاش في القرن العاشر الهجري، فقد ذكر أنه كان يزورها للتدريس والتبرك بزيارة مقام سيدي مسعود القجالي الحسني ، وقد كتب له أن يتوفاه الأجل في منطقة ڤجال. وقد نقل جثمانه الطاهر على أكتاف طلبته ، من منطقة قجال إلى قريته «بنطيوس» الكائنة بمنطقة طولقة، بولاية بسكرة، حيث دفن هناك، ومن العلماء الذين تشرفت منطقة ڤجال بإقامتهم فيها ، والتدريس في مسجدها ، سيدي محمد الصغير بن يوسف الحملاوي. كما تشرفت أيضا بالشيخ أبي القاسم بن السعد الحامي ، الذي علم بزاوية ڤجال ، وقد ذكر أنه ترك بمكتبتها العديد من المخطوطات ، لم يبق منها إلا مخطوطا واحد في شرح الآجرومية ، فرغ من إنجازه في نهاية السنة المتممة للقرن الثاني عشر الهجري. ومن الرجال الصالحين نذكر الرجل الصالح الشريف النسب، سيدي عمر قادري ، الذي تعلم بقجال وكان صاحب علم وولاية، والعلماء الذين تشرفت منطقة قجال بزيارتهم لها أيضا الشيخ محمد العربي التباني المعروف ب (أبو حامد بن مرزوق)، والذي كان مدراسا بمدرسة الفلاح بمكة المكرمة، كما كان الشيخ محمد البشير الإبراهيمي كثير الزيارة إلى منطقة قجال وزاويتها العلمية العتيقة.

### ڤـجال موقع حربي
يبدو أن منطقة ڤـجال ، موعودة بأحداث التاريخ ، فما من عهد ، إلا ولها فيه قصة. في سلسلة (REVUE AFRICAINE) حديثا عن معركة كبرى وقعت بين جيش العرب بقيادة أحمد بن السخري بن أبي عكاز العلوي ، وبين جيش الترك بقيادة مراد باي، بضواحي منطقة ڤـجال يوم السبت 12 جمادى الأولى سنة 1048 هجري الموافق لـ 20 سبتمبر 1638م. لقد حقق أحمد بن السخري ، انتصارا ساحقا على مراد باي ، ففر بعدها مراد باي إلى منطقة الجزائر الوسطى ، ولم يعرف مصيره بعدها.

### المقاومات الشعبية
كان للنهج المعتمد في زاوية قجال كباقي الزوايا العلمية في الجزائر الدور الأساسي والكبير في مشاركة بعض شيوخها في المقاومات الشعبية الوطنية ضد الوجود الفرنسي في الجزائر، ففي القرن التاسع عشر ، كان شيوخ الزوايا العلمية هم قادة الثورات ومفجروها ، وطلبتها جنود ميادين الوغى وفرسانها ، ومن هؤلاء كان ابن منطقة فجال وحفيد رمزها سيدي مسعود وواحد من شيوخ جامعها الشريف، الشيخ سيدي الطاهر بن محمد بن أحمد الملقب بأحمادوش. شارك سيدي الطاهر في الجهاد ضد الاستعمار الفرنسي ، وقد أصيبت رجله أثناء معركة مع العدو قرب الجزائر العاصمة ، وكانت جروحه دامية فعجز عن السير وبقي هناك فترة من الزمن إلى أن شملته تالعناية الإلهية ؛ حيث عثر عليه أحد رفاق السلاح الناجين في المعركة ، فقدم له الإسعافات اللازمة، وأودعه عند أحد سكان المنطقة ، فلما برئ جرحه وعادت إليه عافيته ، رجع إلى بيته بقجال.

### الثورة المجيدة
شباب ڤجال : من طلب العلم إلى طلب الشهادة : إن حضور ڤـجال في الحركة الوطنية السياسية في النصف الأول من القرن العشرين ، من خلال التنظيمات الحزبية ، والجمعيات ، كان قويا ومكثفا ، فلا يكاد يخلو بيت من بيوت ڤـجال ، بجميع بلداته ، ومناطقه، من منتم إلى أحد الأحزاب السياسية، أو الجمعيات الفكرية والدينية والثقافية ، كـ جمعية العلماء المسلمين الجزائريين مثلا ، كما سعى الكثير من شباب المنطقة ، إلى طلب العلم في زاوية (2) ڤـجال  (زاوية بن حمادوش)، التي كان يدرس بها العلامة الفقه الشيخ المختار بن الشيخ، ومن بعده الإمام الشهيد عبد الحميد حمادوش ، أو زاوية (بلكتفي)، التي أنشأها الشيخ الطيب ڤـرڤـور ، وهذا الأخير كان يدرس فيها بنفسه ، ومنهم من ارتحل إلى طلب العلم بالمدارس الحرة بسطيف ، أو مدارس جمعية العلماء بقسنطينة، ومنهم من سافر إلى الخارج لإتمام دراسته بجامع الزيتونة في تونس ، أو جامع القرويين في المغرب.
لقد كان هؤلاء الشباب من طلبة العلم وعلى رأسهم الإمام الشهيد عبد الحميد حمادوش، هم زينة ڤـجال ، وصفوة صفوتها ، هم التاريخ والعلم والفضل ، هم فخر أهلها.
لما اندلعت الثورة المجيدة المباركة ، ثورة الفاتح من نوفمبر 1954 م الخالدة ، كان أهل منطقة ڤـجال في الموعد ، وشاركوا فيها جلهم، فلم يخلو بيت من بيوت ڤـجال ، من شهيد أو مجاهد.. فرحم الله الشهداء رحمة واسعة ، وأسكنهم فسيح جنان الخلد ، وجعل ذكراهم حية في قلوبنا دائما ، ورحم الله من مات من المجاهدين ، وأدام عافية على من بقي منهم على قيد الحياة.

### بعد الاستقلال
بعد الاستقلال كانت منطقة ڤـجال السباقة إلى تدشين أول مدرسة حرة للتعليم بالعربية ؛ وبمباركة الشيخ محمد الصديق حمادوش ، فشرع الشيخ القرشي مدني وقتها في التعليم بالمسجد الجامع ، فكانت أول حلقة لطلب العلم في ڤـجال بعد الاستقلال. ثم خلف الشيخ القريشي ، الشيخ الحسين ، أحد طلبة الشيخ عبد الحميد بن باديس. ثم كانت بعد ذلك الانطلاقة الحقيقية لمدرسة الشهيد عبد الحميد حمادوش ، بقيادة اللجنة الدينية التي باركها الشيخ محمد الصديق حمادوش ، وترأسها سي البشير قزوط ، وبقية أعضائها كل من الشيخ الأستاذ القريشي مدني ، والشيخ لحسن بودرافه ، وسي البشير فلاحي ، وسي بوزيد هيشور ، والشيخ لخضر كسكاس ، الذي كان يسهر على إعداد الطعام للطلبة ، ومنهم أيضا الشيخ محمد خلفي. وكذلك الشيخ الأستاذ إسماعيل رزوق.
وقتها كانت الانطلاقة لمدرسة الشهيد عبد الحميد حمادوش؛ حيث تم افتتاحها في بداية السنة الدراسية 1963/1964 بحفل حضره كل من الشيخ نعيم النعيمي ، ممثلا لوزارة الشؤون الدينية والشيخ العوضي المصري ، والشيخ الإمام رابح بن مدور ، وجمع غفير من الموطنين.
كان عطاء هذه المدرسة المباركة وافرا ؛ فتخرج منها أجيالا أمدت المدرسة الجزائرية الناشئة ، بمعلمين وأساتذة ، وفتحت الباب لطلبة شقوا طريقهم نحو الدراسات الجامعية ، في داخل الوطن وخارجه ، وفي مختلف التخصصات. ولهذه المدرسة إطارات في التعليم والإدارة والأمن والجيش والصحافة والقضاء والمصارف ، رجال كان لها الفضل في بداية تعليمهم بها.

## ڤـجال اليوم
ڤـجال اليوم اسم لبلدية تابعة اقليمياً وإدارياً إلى دائرة ڤـجال الكائنة بولاية سطيف ، الجزائرية ، وهذه البلدية ، تضم العديد من البلدات ، والدواوير ، والمشاتي ، أما دائرة ڤـجال فتضم منطقة ڤـجال ، ورأس الماء ، وأولاد صابر، وبن اذياب ، والدوار الكبير. تبلغ مساحتها 351 كم2 وتعداد سكانها حوالي 33.685 نسمة حسب إحصائية سنة 2008 م.

## ڤجال الاسم والموقع

### الاسم
ڤـجال ، أو إيڤـجان أو دار الهجرة ، وبيت الحكمة ، أو بلاد سيدي مسعود ، تلك هي الأسماء التاريخية التي أطلقت على منطقة ڤـجال.

### الموقع
- إحداثيات : 36°07′06″N 5°31′48″E / 36.11833°N 5.53000°E

```
قجال
```

تقع بلدية قجال شمال شرق الجمهورية الجزائرية الديمقراطية الشعبية، في عاصمة الهضاب العليا (ولاية سطيف)، في الجهة الشرقية من الولاية ، جنوب شرق مدينة سطيف، وتبعد عنها بمسافة اثني عشر كيلومترا ، ويمر بها الطريق الوطني رقم 75 الرابط بين ولاية سطيف وولاية باتنة، ويمر بها أيضا الطريق الولائي رقم 113 الرابط بين بلدية أولاد صابر وبلدية قلال، وإلى الجنوب منها يقع جبل يوسف، الذي يبعد عنها بأكثر من عشر كيلومترات ، وتتمركز ضمن الإقليم الشمالي الشرقي الجزائري، وفي إقليم الهضاب العليا، في الجهة الشرقية من الإقليم، على دائرة عرض : 36.118464 وخط طول : 5.529985 وعلى ارتفاع: 985 فوق سطح البحر.

#### التوقيت
التوقيت : ت ع م+01:00 

#### الأوقات الشرعية
```
مواقيت الصلاة
 لمنطقة 
قجال
 وضواحيها
 
[
22
]
[
23
]
[
24
]
```

## المناخ
تتميز منطقة قجال بشتاء بارد وممطر، كما تعرف المنطقة هطول ثلوج كثيفة لأيام عديدة من فصل الشتاء، وبداية فصل الربيع «كالعديد من المناطق الداخلية الجزائرية»، أما فصل الصيف فهو حار نسبياً وجاف.
| البيانات المناخية لـقجال                                                                                   | البيانات المناخية لـقجال | البيانات المناخية لـقجال | البيانات المناخية لـقجال | البيانات المناخية لـقجال | البيانات المناخية لـقجال | البيانات المناخية لـقجال | البيانات المناخية لـقجال | البيانات المناخية لـقجال | البيانات المناخية لـقجال | البيانات المناخية لـقجال | البيانات المناخية لـقجال | البيانات المناخية لـقجال | البيانات المناخية لـقجال |
| الشهر | يناير                    | فبراير                   | مارس                     | أبريل                    | مايو                     | يونيو                    | يوليو                    | أغسطس                    | سبتمبر                   | أكتوبر                   | نوفمبر                   | ديسمبر                   | المعدل السنوي            |
| --- | ------------------------ | ------------------------ | ------------------------ | ------------------------ | ------------------------ | ------------------------ | ------------------------ | ------------------------ | ------------------------ | ------------------------ | ------------------------ | ------------------------ | ------------------------ |
| الدرجة القصوى °م (°ف)                                                                                      | 23.3 (73.9)              | 27.0 (80.6)              | 32.1 (89.8)              | 34.3 (93.7)              | 39.0 (102.2)             | 42.6 (108.7)             | 43.5 (110.3)             | 44.0 (111.2)             | 41.2 (106.2)             | 37.0 (98.6)              | 28.0 (82.4)              | 27.7 (81.9)              | 44.0 (111.2)             |
| متوسط درجة الحرارة الكبرى °م (°ف)                                                                          | 11.5 (52.7)              | 13.0 (55.4)              | 14.9 (58.8)              | 18.2 (64.8)              | 23.1 (73.6)              | 28.6 (83.5)              | 33.0 (91.4)              | 32.7 (90.9)              | 28.1 (82.6)              | 22.2 (72.0)              | 16.6 (61.9)              | 12.3 (54.1)              | 21.2 (70.1)              |
| المتوسط اليومي °م (°ف)                                                                                     | 7.1 (44.8)               | 8.1 (46.6)               | 9.6 (49.3)               | 12.4 (54.3)              | 16.6 (61.9)              | 21.5 (70.7)              | 25.2 (77.4)              | 25.2 (77.4)              | 21.4 (70.5)              | 16.4 (61.5)              | 11.4 (52.5)              | 7.9 (46.2)               | 15.2 (59.4)              |
| متوسط درجة الحرارة الصغرى °م (°ف)                                                                          | 2.6 (36.7)               | 3.1 (37.6)               | 4.2 (39.6)               | 6.5 (43.7)               | 10.0 (50.0)              | 14.3 (57.7)              | 17.3 (63.1)              | 17.6 (63.7)              | 14.7 (58.5)              | 10.5 (50.9)              | 6.1 (43.0)               | 3.4 (38.1)               | 9.2 (48.6)               |
| أدنى درجة حرارة °م (°ف)                                                                                    | −6.0 (21.2)              | −7.6 (18.3)              | −4.0 (24.8)              | −2.2 (28.0)              | 1.0 (33.8)               | 4.0 (39.2)               | 6.7 (44.1)               | 10.0 (50.0)              | 7.0 (44.6)               | 2.0 (35.6)               | −4.0 (24.8)              | −5.0 (23.0)              | −7.6 (18.3)              |
| الهطول مم (إنش)                                                                                            | 66.6 (2.62)              | 58.3 (2.30)              | 61.8 (2.43)              | 53.2 (2.09)              | 41.5 (1.63)              | 20.9 (0.82)              | 8.9 (0.35)               | 12.2 (0.48)              | 36.4 (1.43)              | 38.4 (1.51)              | 43.5 (1.71)              | 71.1 (2.80)              | 512.8 (20.17)            |
| متوسط الأيام الممطرة (≥ 1 mm)                                                                              | 7                        | 5                        | 5                        | 6                        | 4                        | 4                        | 0                        | 2                        | 4                        | 5                        | 6                        | 5                        | 53                       |
| متوسط الأيام المثلجة (≥ 1 cm)                                                                              | 1                        | 1                        | 0                        | 0                        | 0                        | 0                        | 0                        | 0                        | 0                        | 0                        | 0                        | 0                        | 2                        |
| متوسط الرطوبة النسبية (%)                                                                                  | 79.9                     | 77.3                     | 73.1                     | 72.6                     | 68.0                     | 55.8                     | 48.8                     | 52.9                     | 65.9                     | 69.3                     | 75.8                     | 79.7                     | 68.3                     |
| المصدر #1: الإدارة الوطنية للمحيطات والغلاف الجوي (فترة : 1961–1990)                                       |                          |                          |                          |                          |                          |                          |                          |                          |                          |                          |                          |                          |                          |
| المصدر #2: climatebase.ru (الدرجات القصوى، الرطوبة) المصدر الثالث : Climate Zone (الأيام الممطرة والمثلجة) |                          |                          |                          |                          |                          |                          |                          |                          |                          |                          |                          |                          |                          |

## الطبوغرافيا
تقع قجال على دائرة عرض : 36.118464 وخط طول : 5.529985، وعلى ارتفاع: 985 متر فوق سطح البحر، تكثر بها التجمعات السكانية ، والأماكن الحيوية ، وتتمركز في كل أماكن قطر المنطقة ، وسطاً ، وشمالاً وجنوباً ، وشرقاً ، وغرباً... أهم التجمعات السكانية والأماكن الحيوية : قجال، رأس الماء (ولاية سطيف) ، بير لبيض، لمزارة، لحلاتمة، فيض الحرس (لخلف)، الدوار الكبير، بوعواجة، بن ذياب، لعمش، الزراقنة (ولاية سطيف)...

## البيئة
تتميز منطقة قجال بكثافة الغطاء النباتي، وتنوع أصنافه ، ويعكس هذا الغطاء النباتي الظروف المناخية وخصائص التربة السائدة في المنطقة ، التي تشكل العناصر الأساسية في رسم الصورة النباتية حيث ينتشر في المنطقة أصناف النادرة من النباتات والأشجار.

## أهم التجمعات السكانية والمشاتي

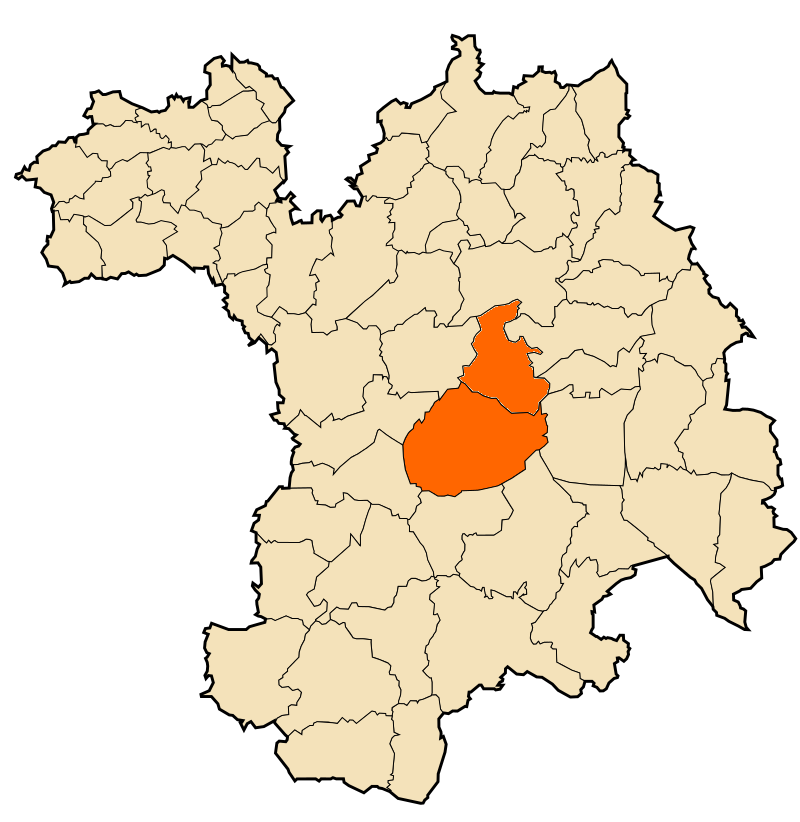
خريطة دائرة قجال

- قجال
- رأس الماء (ولاية سطيف)
- بير لبيض
- أولاد صابر
- لمزارة
- فيض الحرس (لخلف)
- بوعواجة
- الدوار الكبير
- بن ذياب
- تينار
- لحلاتمة
- العمش
- الزراقنة
- مشتى الخربة
- مشتى أم الحلي
- مشتى لخلف
- مستى الحمّار

### الصناعة
انجز مجمع سيفيتال مصنع جديد للشركة فاغور براند في منطقة قجال ، باستثمار قدر قيمته بـ 200 مليون دولار، وطاقة إنتاج تقدر بـ 8 ملايين وحدة سنويا، توجه أغلبها نحو التصدير. وإن المصنع الجديد لـ فاغور براند الجزائر، سيوظف 7500 عامل في مختلف التخصصات...

### التجارة
قجال تعتبر أيضًا مركزًا تجاريًا نشطًا في الجزائر. تحتوي المدينة على العديد من الأسواق والمحلات التجارية التي تقدم مجموعة متنوعة من المنتجات والسلع للمستهلكين. يمكن العثور على متاجر للملابس والأحذية والإكسسوارات والأدوات المنزلية والإلكترونيات والأجهزة المنزلية والمواد الغذائية والعديد من السلع الأخرى.
بالإضافة إلى ذلك، تستقبل قجال العديد من المعارض والمؤتمرات التجارية التي تجذب الأعمال والتجار والمستثمرين من مختلف القطاعات. هذه الفعاليات تعزز التبادل التجاري وتعزز العلاقات الاقتصادية بين الشركات والأفراد.
وفي النهاية، يجب أن نلاحظ أن التجارة في قجال تعتمد أيضًا على الروابط الاقتصادية والتجارية مع المدن الأخرى في الجزائر والعالم. قجال تعد مدينة استراتيجية بفضل موقعها الجغرافي، وتوفر وسائل نقل واتصالات متطورة، مما يجعلها مركزًا تجاريًا مهمًا في البلاد.

## الثقافة
ثقافة مدينة قجال الجزائرية تتميز بتنوعها وتأثرها بتاريخ وتراث البلاد. تعتبر الجزائر بشكل عام مزيجًا من الثقافات الأمازيغية الأصلية والعربية والإفريقية والفرنسية الاستعمارية.
تحظى قجال بتراث ثقافي غني، حيث يمكن العثور على العديد من المعالم الثقافية والتاريخية في المدينة. تشتهر قجال بالمدينة القديمة (القصبة)، التي تعود للعهد العثماني وتحتوي على المباني التاريخية والأسواق التقليدية والمساجد الجميلة. تعد قصبة قجال جزءًا من قائمة التراث العالمي لليونسكو.
تعتبر الفنون والموسيقى أيضًا جزءًا هامًا من ثقافة قجال. تعتبر الموسيقى الجزائرية التقليدية مثل الراي والشعبية والحوشي والشرقية جزءًا لا يتجزأ من الحياة الثقافية في المدينة. تستضيف قجال أيضًا العديد من المهرجانات الثقافية والفنية التي تعرض الموسيقى والفنون التشكيلية والأفلام والأدب.
بالإضافة إلى ذلك، تحتضن قجال المسارح والمعارض الفنية والمتاحف التي تعرض الفن الجزائري التقليدي والحديث. تشارك المدينة أيضًا في الأنشطة الثقافية الحديثة مثل المعارض الفوتوغرافية والعروض المسرحية الحديثة.
ثقافة قجال تعكس تنوع وثراء الثقافة الجزائرية بشكل عام، وتقدم فرصًا للاستمتاع بالفنون والموسيقى واكتشاف التراث التاريخي والثقافي للمنطقة.

## الحرف التقليدية
أهم الحرف التقليدية المتواجدة في قجال ، حرفة النسيج ، خاصة نسيج لبرانس ولقشاشبة، والزرابي، كما تنتشر بها خياطة الألبسة التقليدية ، الرجالية منها والنسائية...

## شخصيات إرتبط إسمهم بـ قجال
- الشيخ العربي التباني (أبو حامد بن مرزوق)
- الشيخ عبد الرحمن الأخضري
- الشيخ محمد خلفي
- محمد بن عمر بقاق
- الشهيـد الشيخ سي حمود فني
- الشيخ القريشي مدني
- الإمام الشهيد عبد الحميد حمادوش
- الشيخ محمد الصديق حمادوش

## الوجوه الأدبية
من الوجوه الأدبية المعروفة في بلدية قجال الشاعر الأديب عاشور دبشون..

## أقرب المطارات
- 1 _ مطار سطيف الدولي 8 ماي 1945م (مطار عين أرنات) 19 كلم
- 2 _ مطار محمد بوضياف الدولي (مطار قسنطينة الدولي) 99 كلم
- 3 _ مطار مصطفى بن بولعيد (مطار باتنة الدولي) 95 كلم
- 4 _ مطار عبان رمضان (مطار بجاية الدولي) 130 كلم
- 5 _ مطار فرحات عباس (مطار جيجل الدولي) الطاهير 150 كلم
- 6 _ مطار هواري بومدين الدولي (مطار الجزائر الدولي) الدار البيضاء (الجزائر) 267 كلم
- 7 _ مطار عنابة الدولي - رابح بيطاط 310 كلم

## أقرب الموانئ
- 1 _ ميناء بجاية بجاية، ولاية بجاية 98 كلم
- 2 _ ميناء جنجن، الطاهير، ولاية جيجل 133 كلم
- 3 _ ميناء القل، القل، ولاية سكيكدة 223 كلم
- 4 _ ميناء سكيكدة، سكيكدة، ولاية سكيكدة 245 كلم
- 5 _ مرفأ عنابة، عنابة، ولاية عنابة 314 كلم

## أقرب محطات السّكك الحديدية
- 1 _ محطة القطار قجال 6 كلم
- 2 _ محطة القطار سطيف 16 كلم
- 3 _ محطة القطار مدينة العلمة 32 كلم

## أقرب محطات النقل البري
- 1 _ محطة النقل البري للمسافرين سطيف 18 كلم
- 2 _ محطة العلمة للنقل البري للمسافرين 31 كلم
- 3 _ محطة عين ولمان البرية لنقل المسافرين 43 كلم
- 4 _ محطة عين آزال البرية لنقل المسافرين 54 كلم

## المدن المجاورة
- سطيف 12.4 كلم
- أولاد صابر 5.7 كلم
- عين الحجر 24.2 كلم
- العلمة 14.6 كلم
- القلتة الزرقاء 17.4 كلم
- مزلوق 17.4 كلم
- بازر الصخرة (بازر سكرة) 18.8 كلم
- بئر حدادة 19.5 كلم
- بني فودة 19.9 كلم
- قلال 19.9 كلم
- عين أرنات 25.5 كلم
- عين ولمان 33.2 كلم
- عين آزال 39.9 كلم
- حمام السخنة 36.5 كلم
- تاشودة 36.4 كلم
- جميلة 52.5 كلم
- عين الكبيرة 47.2 كلم
- قصر الأبطال 34.4 كلم
- صالح باي 45.2 كلم
- بني عزيز 58.4 كلم
- أولاد سي أحمد 45.4 كلم
- التلة (ولاية سطيف) 28.4 كلم
- أوريسيا 30.4 كلم
- أولاد عدوان 38.4 كلم
- عين عباسة 39.2 كلم
- الدهامشة 49.2 كلم
- أولاد براھم (ولاية برج بوعريريج) 55.4 كلم
- تكستار (ولاية برج بوعريريج) 40.5 كلم
- رأس الوادي (ولاية برج بوعريريج) 53.5 كلم
- عين تاغروت (ولاية برج بوعريريج) 59.9 كلم
- بيضاء برج 42.5 كلم
- أولاد تبان 65.4 كلم
- حمام قرقور 68.5 كلم
- خراطة (ولاية بجاية) 68 كلم

## المسافة مع الولايات الساحلية
- ولاية الطارف 317 كلم
- ولاية عنابة 248 كلم
- ولاية سكيكدة 205 كلم
- ولاية جيجل 150 كلم
- ولاية بجاية 160 كلم
- ولاية تيزي وزو 230 كلم
- ولاية بومرداس 260 كلم
- ولاية الجزائر 285 كلم
- ولاية تيبازة 360 كلم
- ولاية الشلف 480 كلم
- ولاية مستغانم 579 كلم
- ولاية وهران 690 كلم
- ولاية عين تموشنت 760 كلم
- ولاية تلمسان 820 كلم

## المسافة مع الولايات الجنوبية
- ولاية الوادي 480 كلم
- ولاية ورقلة 580 كلم
- ولاية الأغواط 490 كلم
- ولاية البيض 630 كلم
- ولاية النعامة 920 كلم
- ولاية غرداية 630 كلم
- ولاية إليزي 1560 كلم
- ولاية تمنراست 1950 كلم
- ولاية أدرار 1490 كلم
- ولاية تندوف 1910 كلم
- ولاية بشار 1080 كلم
- تيميمون 1.165 كلم
- برج باجي مختار 2.234 كلم
- أولاد جلال 236 كلم
- بني عباس 1.353 كلم
- عين صالح 1.208 كلم
- عين قزام 2.342 كلم
- تقرت 426 كلم
- جانت 1.774 كلم
- المغير 327 كلم
- المنيعة 819 كلم

## المسافة مع مراكز الولايات
- 1 _ أدرار 1443 كلم
- 2 _ الشلف 472 كلم
- 3 _ الأغواط 431 كلم
- 4 _ أم البواقي 222 كلم
- 5 _ باتنة 122 كلم
- 6 _ بجاية 128 كلم
- 7 _ بسكرة 199 كلم
- 8 _ بشار 1050 كلم
- 9 _ البليدة 313 كلم
- 10 _ البويرة 179 كلم
- 11 _ تمنراست 1948 كلم
- 12 _ تبسة 318 كلم
- 13 _ تلمسان 800 كلم
- 14 _ تيارت 525 كلم
- 15 _ تيزي وزو 302 كلم
- 16 _ الجزائر 280 كلم
- 17 _ الجلفة 323 كلم
- 18 _ جيجل 133 كلم
- 19 _ سطيف 12 كلم
- 20 _ سعيدة 719 كلم
- 21 _ سكيكدة 218 كلم
- 22 _ سيدي بلعباس 700 كلم
- 23 _ عنابة 305 كلم
- 24 _ قالمة 222 كلم
- 25 _ قسنطينة 125 كلم
- 26 _ المدية 311 كلم
- 27 _ مستغانم 612 كلم
- 28 _ المسيلة 145 كلم
- 29 _ معسكر 633 كلم
- 30 _ ورقلة 576 كلم
- 31 _ وهران 682 كلم
- 32 _ البيض 600 كلم
- 33 _ إليزي 1560 كلم
- 34 _ برج بوعريريج 73 كلم
- 35 _ بومرداس 253 كلم
- 36 _ الطارف 354 كلم
- 37 _ تندوف 1856 كلم
- 38 _ تيسمسيلت 480 كلم
- 39 _ الوادي (واد سوف) 425 كلم
- 40 _ خنشلة 190 كلم
- 41 _ سوق أهراس 284 كلم
- 42 _ تيبازة 354 كلم
- 43 _ ميلة 133 كلم
- 44 _ عين الدفلى 423 كلم
- 45 _ النعامة 972 كلم
- 46 _ عين تموشنت 749 كلم
- 47 _ غرداية 628 كلم
- 48 _ غليزان 592 كلم
- 49 _ تيميمون 1.165 كلم
- 50 _ برج باجي مختار 2.234 كلم
- 51 _ أولاد جلال 236 كلم
- 52 _ بني عباس 1.353 كلم
- 53 _ عين صالح 1.208 كلم
- 54 _ عين قزام 2.342 كلم
- 55 _ تقرت 426 كلم
- 56 _ جانت 1.774 كلم
- 57 _ المغير 327 كلم
- 58 _ المنيعة 819 كلم

## أقرب مدينة ساحلية
- سوق الإثنين 95.5 كلم
- 2 _ زيامة منصورية ولاية جيجل 112 كلم

## وصلات خارجية
- موقع ولاية سطيف
- إذاعة سطيف (البث الحي)
- مدونة التربية والتعليم (موقع مديرية التربية لولاية سطيف)
- مديرية التجارة لولاية سطيف
- موقع وزارة الشؤون الدينية والاوقاف الجزائرية
- موقع وزارة الثقافة الجزائرية
- موقع وزارة السياحة والصناعة التقليدية الجزائرية